# Вале-де-Мадейра
Вале-де-Мадейра (порт. Vale de Madeira)  —  район (фрегезия) в Португалии,  входит в округ Гуарда. Является составной частью муниципалитета  Пиньел. По старому административному делению входил в провинцию Бейра-Алта. Входит в экономико-статистический  субрегион Бейра-Интериор-Норте, который входит в Центральный регион. Население составляет 146 человек на 2001 год. Занимает площадь 17,53 км².